# المطيان (الشغادرة)

تعديل مصدري - تعديل

المطيان هي إحدى قرى عزلة قلعة حميد بمديرية الشغادرة التابعة لمحافظة حجة، بلغ تعداد سكانها 467 نسمة حسب تعداد اليمن لعام 2004.